# José Ovidio García
José Ovidio García (* 1862 in Concepción de la Vega; † 1919 in Santiago de los Caballeros) war ein dominikanischer Klarinettist, Dirigent und Musikpädagoge. 
Ovidio García gründete 1905 die Banda Municipal de Música von Santiago und 1907 das Centro Lírico „Rafael Ildefonso Arté“. Als dessen Leiter unterrichtete er Musiktheorie und Solfège, Harmonielehre und verschiedene Blasinstrumente. Zu seinen Schülern zählten Juan Francisco García, Ramón Díaz Freeman und Pedro Echavarría Lazala. Sein Sohn José Ovidio „Josesito“ García Vila wurde als Pianist und Komponist bekannt, sein zweiter Sohn Carlos Manuel García Vila als Geiger. Auch seine Enkeltochter Margarita Luna García schlug als Pianistin eine musikalische Laufbahn ein.

## Belege
- Principales Escuela de Música hasta la Fundación del Conservatorio, bei Euloarts.com, 13. November 2012.
- Edwin Rafael Espinal Hernández: DE SANTIAGO A SANTIAGO: LOS VILA (3 de 3), bei: Instituto Dominicano de Genealogía, 19. Juni 2010.

| Personendaten    | Personendaten                                            |
| ---------------- | -------------------------------------------------------- |
| NAME             | Ovidio García, José                                      |
| KURZBESCHREIBUNG | dominikanischer Klarinettist, Dirigent und Musikpädagoge |
| GEBURTSDATUM     | 1862                                                     |
| GEBURTSORT       | Concepción de la Vega                                    |
| STERBEDATUM      | 1919                                                     |
| STERBEORT        | Santiago de los Caballeros                               |